# 디오르 엘루킬
《실마릴리온》 등장인물. 베렌과 루시엔의 외아들이자 싱골의 후계자다. 아르다 역사상 최초로 인간과 요정 사이에서 태어난 반요정이다. 그의 다른 이름으로는 엘웨의 후계자라는 의미의 엘루킬(Eluchil)과, 고귀한 요정이라는 뜻의 아라넬(Aranel)이 있다.
일루바타르의 자손 중 가장 아름다웠다는 루시엔의 아들답게 매우 아름다운 외모를 가졌다고 한다. 루시엔이 죽고난 후, 실마릴이 박힌 나우글라미르를 걸친 디오르는 "이제 세상의 모든 자손들 중 가장 아름다운 모습을 하고 있었다."는 묘사가 있다.

## 작중행적
베렌과 루시엔이 실마릴을 찾아오고, 죽음에서 다시 부활한 뒤 옷시리안드에 정착했을 때 태어났다. 신다르 요정 님로스와의 결혼과 엘루레드, 엘루린, 엘윙의 탄생도 이 시기에 이루어졌다.
싱골이 메네그로스에서 실마릴에 눈이 먼 난쟁이에게 살해당하고, 멜리안마저도 가운데땅을 떠나자 실마릴은 루시엔에게 전해지고 디오르는 싱골의 뒤를 이어 도리아스의 지도자가 되어 왕국을 다스렸다.
베렌과 루시엔의 수명이 다하고 루시엔의 유품이었던 실마릴은 디오르에게 전해졌다. 루시엔이 실마릴을 소유하고 있을 동안에는 차마 실마릴의 소유권을 주장할 수 없었던 페아노리안은 보석이 디오르에게 갔다는 소식을 듣자 소유권을 주장했다. 그러나 디오르는 침묵했고, 이때문에 놀도르의 제 2차 동족살상이 벌어졌다. 디오르와 님로스 또한 이 때 살해당했으며, 엘루레드와 엘루린은 실종되었다. 이리하여 도리아스는 멸망하였다. 디오르는 죽기 전에 실마릴을 엘윙에게 맡긴 뒤 탈출하게 했다. 그러나 엘윙에게 맡긴 실마릴에 의해 나중에 또 한번의 동족살상이 벌어졌다.